# Балаж Холло
Балаж Холло (угор. Balázs Holló, 10 лютого 1999) — угорський плавець.
Учасник Олімпійських Ігор 2020 року, де в естафеті 4x200 метрів вільним стилем його збірну дискваліфіковано.